# Note bleue
Pour les articles homonymes, voir Blue Note.

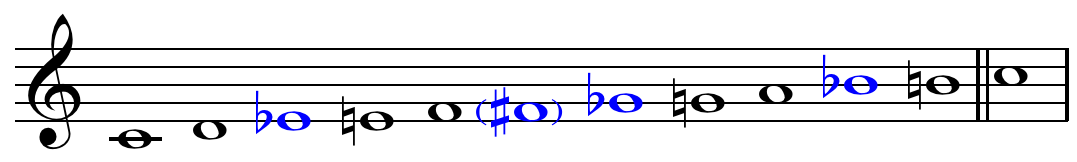
Notes bleues (en bleu sur cette partition) : l'altération descendante des 3e, 5e et 7e degrés

Dans le jazz ou le blues, la note bleue (en anglais blue note) est une note jouée ou chantée avec un léger abaissement[pas clair], d'un demi-ton au maximum, et qui donne sa couleur musicale au blues, note reprise plus tard par le jazz. Les notes bleues peuvent être considérées comme des notes ajoutées à la gamme majeure ; ces notes sont aux 3e, 5e et 7e degrés, abaissées d'un demi-ton.
La blue note est une sonorité qui correspond à une quinte bémol.

## Histoire
Le terme blue vient de l'abréviation de l'expression anglaise « blue devils » (littéralement « diables bleus », qui signifie « idées noires »). La note bleue est utilisée par les musiciens et les chanteurs de blues et de jazz à des fins expressives, pour illustrer la nostalgie ou la tristesse lors de la narration d'une histoire personnelle.
L'origine de la note bleue se trouve dans le système musical pentatonique africain, confronté au diatonisme occidental. La confrontation des noirs américains avec le système tonal européen et ses sept degrés a engendré l'adaptation du troisième et du septième degré (absents de leur gamme) en les infléchissant d'un demi-ton soit vers le mode mineur, soit vers le mode majeur. Cette modification peut dans certains cas être micro-tonale. D'où l'ambiguïté du climat harmonique et affectif de cette musique, dans laquelle coexistent les tonalités majeure et mineure, de joie et de tristesse (le mode mineur et le mode majeur ne sont pas automatiquement assimilables aux notions de tristesse ou de joie, l’interprétation par ces modes est différente pour chaque personne selon la façon qu'elle a de ressentir la musique).
Le système pentatonique est également répandu en Asie et sur d'autres continents. Ainsi, on peut retrouver la note bleue dans la musique folklorique celtique : la bent note ou « note longue » joue un rôle essentiel dans la musique irlandaise, utilisée dans le chant ou par des instruments à anche libre tels que l'harmonica ou l'accordéon, pour exprimer, de la même manière, la plainte, la tristesse ou la nostalgie. Ces sentiments et ces ressentis sont également présents dans les gwerzioù bretonnes grâce aux notes bleues lamentatives.

## Théorie musicale

### À partir de la gamme pentatonique mineure
La note bleue est une note supplémentaire, la quarte augmentée (ou la quinte diminuée), soit fa# pour une tonique do.
La gamme altérée (communément appelée gamme blues) devient donc do - mi bémol - fa - fa# - sol - si bémol 
La lecture audio n'est pas prise en charge dans votre navigateur. Vous pouvez télécharger le fichier audio.

### À partir de la gamme diatonique majeure
Il y a deux notes bleues : la tierce est remplacée par la tierce mineure (mi par mi bémol) et la septième est remplacée par la septième mineure (si par si bémol).
La gamme altérée devient donc do - ré - mi bémol - fa - sol - la - si bémol. La fonction harmonique n'est ni complètement majeure (do majeur n'a pas d'altération) ni complètement mineure (do mineur possède 3 bémols) ; il s'agit ici de la gamme dorienne dit aussi mode de ré.
En réalité ces altérations par demi-tons sont jouées de façon moins rigoureuses, les musiciens pouvant les faire varier en quarts de tons ou plus selon leur inspiration et leur volonté de créer des dissonances et un sentiment de plainte.